# Jules Ferry
Jules Ferry, född den 5 april 1832 i Saint-Dié-des-Vosges, död den 17 mars 1893 i Paris, var en fransk statsman; konseljpresident 1880–1881 och 1883–1885.

## Utbildning och tidig karriär
Ferry blev 1851 advokat i Paris och ägnade sig vid sidan av sin juridiska praktik tidigt åt politiskt författarskap i frisinnade tidningar, särskilt i Le Temps. I 1860-talets valstrider tog han på oppositionens sida livlig del och väckte bl.a. stort uppseende genom en rad av skarpa artiklar mot Seine-prefekten Haussmanns godtyckliga förvaltning ("Comptes Fantastiques d'Haussmann," 1868).

## Karriär som lagstiftare
Jules Ferry invaldes 1869 för Paris i lagstiftande kåren och slöt sig där till vänstern, bland vars bästa talare han snart räknades. Vid kejsardömets fall 4 september 1870 blev Ferry medlem av nationalförsamlingen samt Nationella försvarsregeringen och fick på sin lott Seinedepartementets förvaltning samt (16 november) märbefattningen i Paris. I februari 1871 invaldes han i nationalförsamlingen. Som mär i Paris ledde han under oerhörda svårigheter hela belägringstiden stadens inre förvaltning. Särskilt utmärkte han sig genom den kallblodighet och fasthet han visade vid revolutionärernas upprepade försök att göra sig till herrar i staden. Vid kommunardupprorets utbrott 18 mars 1871 ville Ferry till det yttersta försvara Hôtel de ville, och han flydde först sedan trupperna mot hans energiska föreställningar dragits tillbaka och Paris därigenom prisgivits åt upprorsmännen.

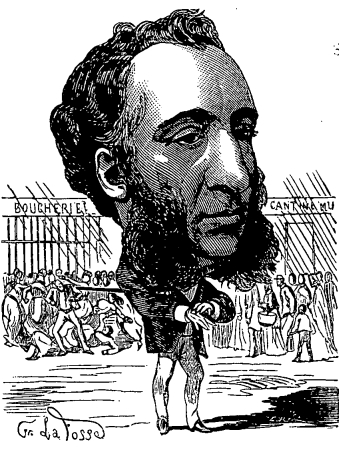
Karikatyr av Ferry i Touchatouts magasin Le Trombinoscope, 1872.

Åren 1872–1873 var Ferry fransk minister i Aten, bekämpade sedan i nationalförsamlingen som ledare för vänstra centern den hastigt växande reaktionen och utsågs 1876 att i den nybildade deputeradekammaren representera sin hemort Saint-Dié. Omvald efter kammarupplösningen 1877, stod han i främsta ledet bland motståndarna till de Mac Mahons personliga "politik av 16 maj" och blev, sedan marskalken tvingats att avgå och efterträtts av Grévy (30 januari 1879), undervisningsminister i det av Waddington bildade kabinettet, en befattning, som han i olika ministärer med korta avbrott innehade till november 1883.

## Ferry som utbildningsminister
Ferry omdanade under dessa år grundligt hela det franska undervisningsväsendet genom en rad betydelsefulla lagar. Den centrala myndigheten (Conseil supérieur de l'instruction publique), vari förut en mängd präster, domare och högre ämbetsmän haft säte, ombildades till en ur val av lärarna själva, högskolor och lärda korporationer framgången församling (februari 1880). Vidare upphävdes alla de av staten icke erkända kongregationernas (andliga ordnarnas) skolor. Förlaget härom - den ryktbara "artikel 7" i lagen om den högre undervisningens frihet - antogs efter heta debatter av deputeradekammaren (9 juli 1879), men föll i senaten på grund av det häftiga motstånd det väckt på klerikalt håll (15 mars 1880). Då utfärdade Ferry (29 mars) två dekret, som påbjöd jesuitskolornas stängning, och mot de övriga ordnar, som ej vunnit statens erkännande, återupplivades en del gamla lagar, delvis från 1700-talet, vilka aldrig upphävts och som förbjöd dem att existera i Frankrike.
Trots häftiga protester bragtes dekreten-sedan av Ferry under sommaren till verkställighet. Jämsides med dessa åtgärder - vilka ådrog Ferry personligen från klerikalernas sida ett ursinnigt hat, som kom att väsentligen försvåra hans framtida politiska bana - pågick omorganiseringen av undervisningen på skolans lägre och mellanstadium. Genom upprättande av en mängd nya seminarier (augusti 1879) främjades en välbehövlig tillökning av lärarkrafterna vid statens primärskolor. Kompetensfordringarna för lärare vid såväl statens skolor som de privata skärptes betydligt, och samtidigt gjordes undervisningen i statens primärskolor kostnadsfri (juni 1881). Genom lagen av 28 mars 1882 stadgades obligatorisk skolundervisning på lågstadiet; samma lag borttog religionsundervisningen ur statens skolor, som i stället skulle meddela "moralisk och medborgerlig undervisning". Bland reformerna i undervisningen på mellanstadiet märkes upprättandet genom statens försorg av högre flickskolor (genom lagen av 21 december 1880).
Hela detta reformarbete genomfördes under oavlåtliga strider mot högergrupperna i deputeradekammaren och framför allt i senaten. Motståndarna beskyllde Ferry för religionsfientlighet, men i själva verket var antiklerikalismen i hans skolreformer - såsom Rambaud uppvisat - rent politisk och till arten vida skild från den radikala, på ateistiska idéer vilande politik mot kongregationerna och den katolska kyrkan, som sedermera blivit den officiella.
Ferry hade i december 1879 från Waddingtons ministär övergått i den av Freycinet rekonstruerade och blev efter dennes fall med bibehållande av sin portfölj själv konseljpresident (23 september 1880), men måste, trots den gynnsamma utgången av 1881 års val, 10 november samma år vika för Gambetta. Då dennes "stora ministär" störtades efter några månader, inträdde Ferry (30 januari 1882) som undervisningsminister i Freycinets kabinett, avgick med detta (7 augusti samma år) och blev - sedan Duclercs och Falliéres' ministärer efter varandra störtats - 21 februari 1883 för andra gången konseljpresident med uppgift att samla en moderat och regeringsduglig republikansk majoritet. Sin gamla portfölj utbytte han 20 november samma år mot utrikesärendenas ledning.

## Kolonialpolitik
Ferrys konseljpresidentstid upptogs till stor del av parlamentariska strider om författningens revision, men dess förblivande resultat var grundläggandet av det moderna franska kolonialväldet, "vars fyra kärnpunkter han med säker blick för framtiden bestämde i Tunisien, Tonkin, Franska Kongo och Madagaskar" (Hanotaux). Det fördrag, som grundade Frankrikes protektorat över Tunisien, avslöts redan i maj 1881. Med Bismarck samverkade Ferry 1884 om Kongostatens upprättande-på Berlinkonferensen och avslöt med den nya staten 5 februari 1885 ett fördrag, som bestämde dess gräns till Franska Kongo.
På Madagaskar upprätthöll han energiskt de franska anspråken, lät i början av 1885 besätta hamnen Diego-Suares och utsände de expeditioner, vilka sedan ledde till avslutandet av det Frankrikes inflytande på ön befästande fördraget i Tamatave (17 december samma år). Den tidigare uppkomna konflikten med Annam ledde under Ferrys ministär till det efter blodiga strider framtvingade protektoratsfördraget av 6 juni 1884, föregånget av ett 11 maj samma år i Tientsin avslutat fördrag med Kina, som nödgades utlova att omedelbart draga sina trupper tillbaka från Annam och Tonkin. Tvister om detta fördrags tillämpning framkallade i juni samma år en allvarlig sammanstötning mellan franska och kinesiska trupper, och därur utvecklade sig småningom ett vitt utseende, i Frankrike högeligen impopulärt krig.
Överdrivna uppgifter om en tillfällig fransk motgång vid Lang Son (28 mars 1885) vållade i deputeradekammaren en upphetsning, som till resultat fick ett förkrossande misstroendevotum mot ministären (30 mars), vilken de hetsigaste radikalerna till och med sökte få ställd under åtal. Dagen därpå erhöll den störtade Ferry telegram om, att de hemliga underhandlingar han under bemedling av sir Robert Hart i januari öppnat med kinesiska regeringen lett till gott resultat, och 4 april avslöts i Peking för Frankrike förmånliga fredspreliminärer - för sent för att rädda Ferrys ministär, vars fall blev inledningen till en ny parlamentarisk svaghetsperiod och för åratal hämmade det franska kolonialväldets utveckling.

## Senare karriär

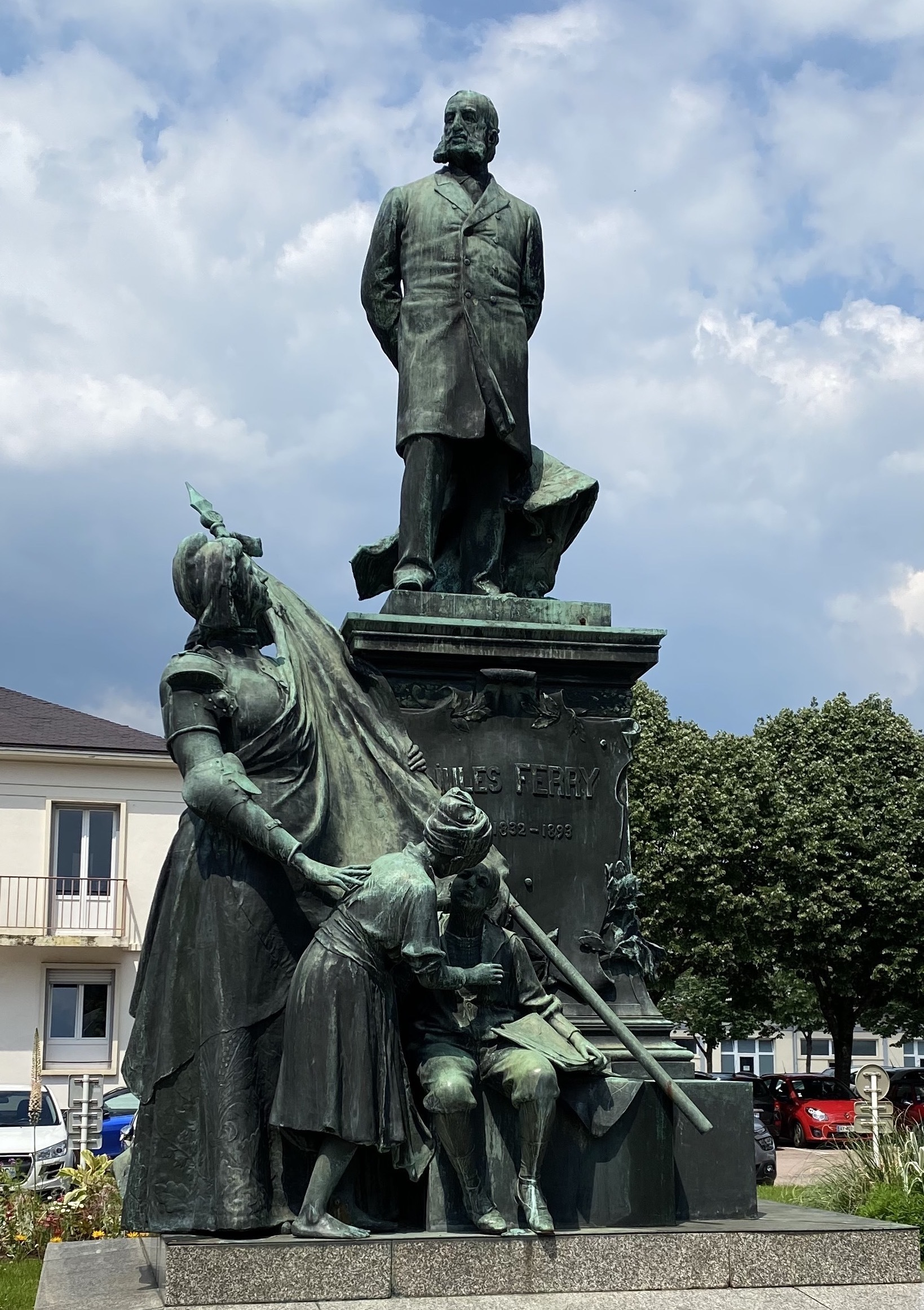
Staty i Saint-Dié-des-Vosges

Trots sin oerhörda impopularitet - han öknämndes "tonkinesen", vilket han själv upptog som ett hedersnamn, och beskylldes bland annat för brottslig eftergivenhet för Bismarck - tog Ferry de följande åren verksam del i partilivet genom att kring sig samla de moderata republikanerna och i en mängd politiska tal klart uppvisa den fara, som hotade republiken från general Boulanger och dennes brokiga anhängarskara. Vid presidenten Grévys nödtvungna avgång blev Ferry de moderate republikanernas kandidat, men boulangisterna hotade med uppror, om han valdes, och efter första omröstningen, vid vilken under inverkan härav blott 212 av 885 valmän vågat rösta på honom, trädde han frivilligt tillbaka för den av Clemenceau i sista stund framkastade kompromisskandidaten Sadi-Carnot (3 december 1887).
De nya valen till deputeradekammaren 1889 utföll ej minst genom Ferrys förtjänst förkrossande för boulangisterna, men själv föll han igenom i sin gamla valkrets, drog sig då tillbaka från det parlamentariska livet och utarbetade en försvarsskrift för sin kolonialpolitik i arbetet Le Tonkin et la mére-patrie (1890). Upprättelsen kom då Ferry i februari samma år valdes till medlem av senaten för Vosges och framför allt då han 24 februari 1893 utsågs till senatens president.
Några veckor senare dukade emellertid Ferry under för ett hjärtlidande, som anses ha framkallats av det attentat, för vilket han 1887 utsattes från en av de ständiga smädelserna mot honom upphetsad dåres sida. I handlingskraftig patriotism och parlamentarisk skicklighet ansågs Ferry i den tredje republiken haft få likar, och han var måhända - åtminstone efter Gambettas död - dess störste statsman. Minnesstoder över honom restes i Saint-Dié, Tunis och Haiphong.